# 1-ша радіотехнічна бригада (Україна)
1-ша Галицько-Волинська радіотехнічна бригада (1 РТБр, в/ч А4324) — військове з'єднання радіотехнічних військ у Повітряних силах Збройних сил України чисельністю в бригаду. Перебуває у складі повітряного командування «Захід».
Бригада виконує завдання з охорони державного кордону України у повітряному просторі західних областей України.

## Історія
У січні 1992 року особовий склад 1-ї радіотехнічної бригади ППО склав військову присягу на вірність українському народові.
З'єднання активно виконувало завдання з забезпечення безпеки під час проведення в Україні футбольного чемпіонату «Євро 2012».

### Російсько-українська війна
10 лютого 2015-го унаслідок артобстрілу загинув військовослужбовець бригади старший сержант Михайло Іллящук — начальник радіостанції радіолокаційного взводу, що ніс бойове чергування поблизу Краматорського аеродрому.
Станом на 2017 рік, близько 740 військовослужбовців бригади різних категорій брали участь у бойових діях на сході України, 545 з них на той час отримали посвідчення учасника бойових дій.

## Завдання
Провадити радіолокаційну розвідку для забезпечення своєчасного виявлення повітряного нападу противника, видачу радіолокаційної інформації черговим силам Повітряних Сил ЗС України, оповіщає про прольоти цивільних повітряних суден своїх та іноземних авіакомпаній з метою своєчасного вжиття заходів у випадку недотримання ними правил використання повітряного простору України.

## Традиції
У 2009 році бригаді присвоєно почесне найменування — Галицько-Волинська.
5 грудня 2020 бригаді, «з метою відновлення історичних традицій національного війська щодо назв військових частин, ураховуючи зразкове виконання покладених завдань, високі показники в бойовій підготовці» присвоєно почесне найменування «Галицько-Волинська».

### Символіка
У червні 2021 року емблему бригади критикували члени Українського геральдичного товариства: емблема бригади містила герб Волині, який був відтворений невірно ― замість срібного хреста у червоному полі зображено червоний хрест на срібному полі.

## Командири
- (2002—2005) полковник Вишневський Сергій Дмитрович

- (2011—    ) полковник Донченко Михайло Миколайович

- (    -2020) полковник Васюта Юрій Михайлович

- (2020-2024) полковник Симітко Сергій Олександрович
- (з 2024) полковник Леженко Сергій Олександрович